# Gia Grigalawa
Gia Grigalawa (gruz. გია გრიგალავა, ros. Гиа Александрович Григалава, Gia Aleksandrowicz Grigaława; ur. 5 sierpnia 1989 w Kutaisi) – gruziński piłkarz grający na pozycji środkowego obrońcy. Od 2016 pozostaje bez przynależności klubowej.

## Kariera piłkarska
Swoją karierę piłkarską Grigalawa rozpoczął w klubie FK Rostów. W 2007 roku awansował do pierwszego zespołu i wtedy też zadebiutował w nim w Priemjer-Lidze. Na koniec sezonu spadł z Rostowem do Pierwszej Dywizji. W sezonie 2008 wrócił z Rostowem do Priemjer-Ligi.
W 2009 roku Grigalawa został wypożyczony z Rostowa do FK Moskwa. Zadebiutował w tym klubie 4 kwietnia 2009 w zremisowanym 0:0 wyjazdowym meczu z Rubinem Kazań. W FK Moskwa spędził rok. W 2010 roku ponownie grał w FK Rostów.
W 2011 roku Grigalawa przeszedł do Wołgi Niżny Nowogród. Swój debiut w Wołdze zaliczył 14 marca 2011 w zwycięskim 2:0 domowym meczu z Tomem Tomsk. W zespole Wołgi spędził dwa lata.
W 2013 roku Grigalawa został piłkarzem Krylji Sowietow Samara. Zadebiutował w niej 16 lipca 2013 w przegranym 1:2 domowym spotkaniu ze Spartakiem Moskwa. Jeszcze we wrześniu odszedł z Krylji do Anży Machaczkała, w którym zadebiutował 15 września 2013 w wyjazdowym meczu z Tomem Tomsk (2:2). Na koniec sezonu 2013/2014 spadł z Anży do Pierwszej Dywizji.
W 2015 roku Grigalawa podpisał kontrakt z cypryjskim Pafos FC. Swój debiut w Pafos zaliczył 22 sierpnia 2015 w przegranym 0:2 domowym meczu z AEK Larnaka. W grudniu 2015 rozwiązał kontrakt z Pafos.
| Sezon   | Klub                   | Kraj  | Rozgrywki                 | Mecze | Gole |
| ------- | ---------------------- | ----- | ------------------------- | ----- | ---- |
| 2007    | FK Rostów              | Rosja | Priemjer-Liga             | 1     | 0    |
| 2008    | FK Rostów              | Rosja | Pierwyj diwizion          | 25    | 2    |
| 2009    | FK Moskwa              | Rosja | Priemjer-Liga             | 14    | 0    |
| 2010    | FK Rostów              | Rosja | Priemjer-Liga             | 9     | 0    |
| 2011/12 | Wołga Niżny Nowogród   | Rosja | Priemjer-Liga             | 31    | 0    |
| 2012/13 | Wołga Niżny Nowogród   | Rosja | Priemjer-Liga             | 19    | 1    |
| 2013/14 | Krylja Sowietow Samara | Rosja | Priemjer-Liga             | 5     | 0    |
| 2013/14 | Anży Machaczkała       | Rosja | Priemjer-Liga             | 22    | 1    |
| 2015/16 | Pafos FC               | Cypr  | Protathlima A’ Kategorias | 16    | 1    |

## Kariera reprezentacyjna
W 2009 roku Grigalawa rozegrał jeden mecz w reprezentacji Rosji U-21. W reprezentacji Gruzji zadebiutował 3 czerwca 2011 w przegranym 1:2 meczu eliminacji do Euro 2012 z Chorwacją, rozegranym w Splicie.